# 트루브나야역
트루브나야역(러시아어: Трубная)은 모스크바 지하철 류블린스코 드미트롭스카야 선의 역이다. 역명은 트루브나야 광장(Трубная Площадь)의 이름을 따온 것이다.

## 역사
트루브나야 역은 2007년 8월 30일에 개장하였고, 2010년 6월 18일까지는 서북부 종착역이었다.

## 디자인
건축학적으로 트루브나야 역은 3개의 볼트로 구성된 벽기둥의 설계로 바닥에는 단층 콘크리트 판이 있다. 건축가 V의 테마로 필리포프, S. 페트로산, A. 루반, T. 실라카제, T. 페트로바, S. 프리트코바가 건축하였고 모스크바와 러시아의 옛 도시들에 기반을 두고 있다. 역 곳곳에는 따뜻한 베이지색 대리석으로 장식되어 있다. 이와 대비되는 것은 기둥과 포털 사이의 패널 및 역 벽에 있는 패널에 사용된 암록색 대리석이다. 바닥에는 광택이 나는 암록색, 검은색, 회색 화강암으로 된 패턴들을 반복하는 기하학적 레이아웃이 있다. 조명은 중앙 플랫폼 사이 4개 통로마다 결합하는 포털 콘센트 뒤에 숨겨진 형광등에 의해 비춰진다. 중앙의 아치형 지붕(9.5m 직경)과 플랫폼은 백색 섬유로 덮여 있어 여분의 유수분리를 제공한다.
역의 장식은 12개의 벽기둥을 중심으로 한다. 이들 각각은 검은색 철제 프레임으로 둘러싼 나무 벤치를 특징으로 하며, 꼭대기 부분에 네 개의 구형 램프를 받쳐주어 전통적인 모스크바 대로의 느낌을 준다. 이역사의 중심적 특징은 러시아의 역사적인 도시(로스토프, 노브고로드, 야로슬라블 등)의 이미지를 가진 조명이 들어오는 스테인드 글라스 모자이크로, 모두 취랍 테레텔리의 작품들이다.

## 지리
츠베트노이 대로와 트루브나야 광장의 교차점 아래에 위치한다.

## 환승
트루브나야 역에서는 세르푸홉스코 티미랴젭스카야 선 츠베트노이 불바르 역으로 갈아탈 수 있다.

## 사진

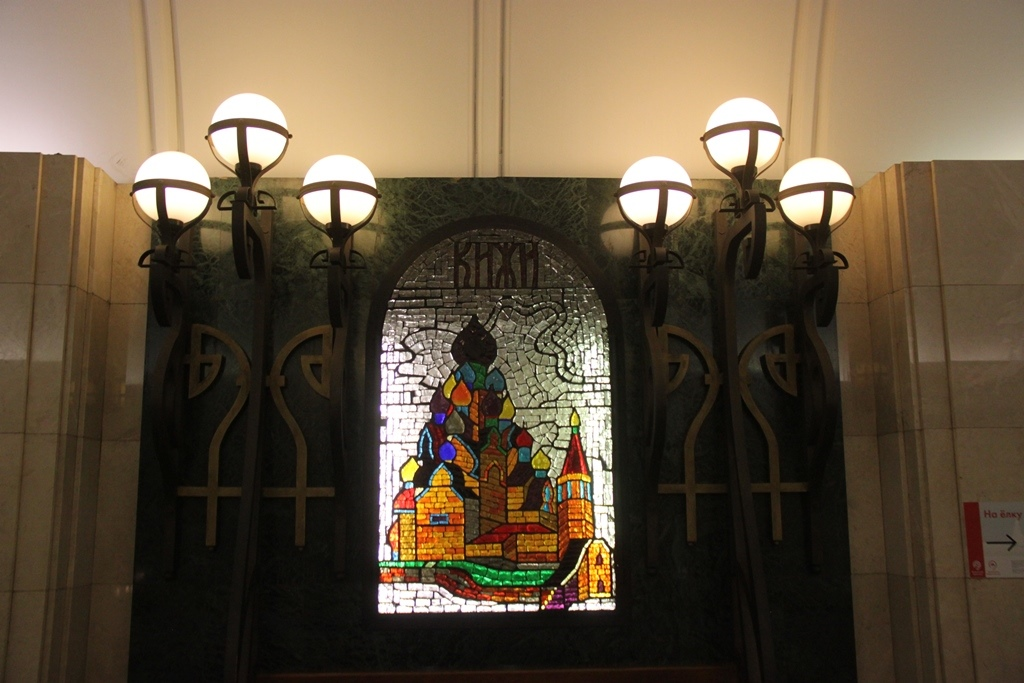
스테인드 글라스 조형물
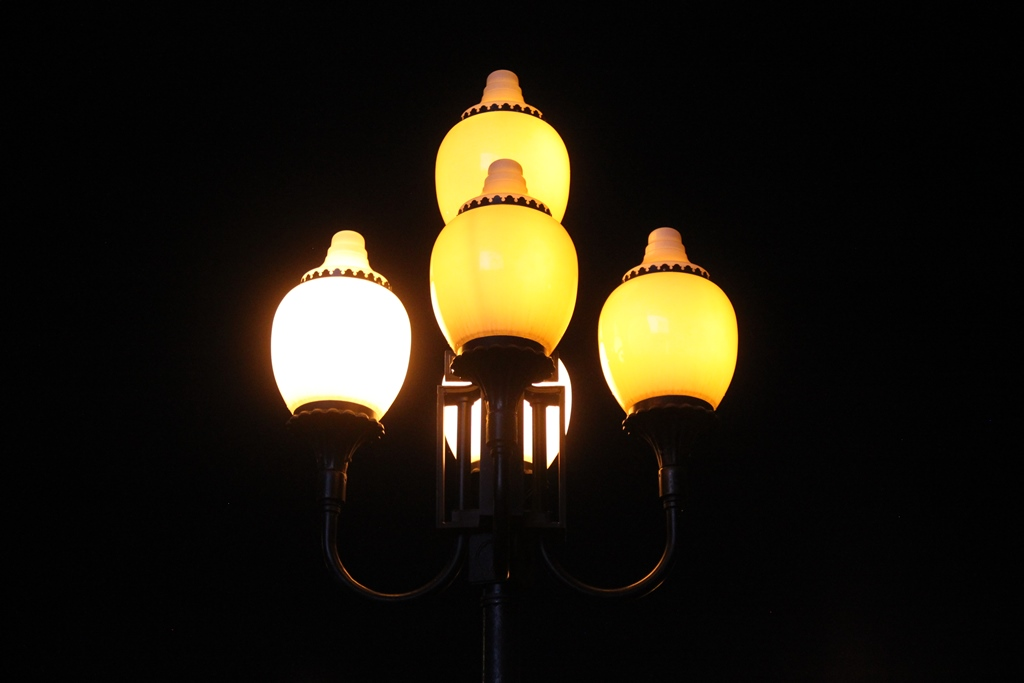
조명 장식